# Бурса (місто)
Бу́рса (тур. Bursa, або Пру́са грец. Προύσα) — місто в Туреччині, у північно-західній Анатолії, Мармуровоморському регіоні, адміністративний центр провінції Бурса, четверте найбільше за кількістю населення в країні (після Стамбулу, Анкари і Ізміра) місто-мільйонник. У 2014 році Бурса мало населення 1,800,278, у той час як провінція Бурса — 2,787,539 чоловік. Одне з найбільш промислово розвинених центрів у країні.

## Історія
У період середньовіччя, в античний час і аж до початку XX століття домінувала грецька назва Пруса, по-турецьки місто також відоме як Єшіль Бурса («Yeşil Bursa») або «зелена Бурса».
З 395 і по 1326 рік місто належало Візантійській імперії, у 1326 році, після розгрому візантійців і успішної облоги міста, Бруса перейшла до турків-османів. Упродовж 1326—1365 років вона була третьою столицею молодої Османської держави. Улітку 1920, під час другої греко-турецької війни 1919—1922 років, місто окупували грецькі війська, але турки повернули його собі в кінці 1922 року. Відтоді місто у складі Турецької республіки.

## Особистості
- Курд Ремзі  — курдський співак (певний час проживав у цьому місті).

### Уродженці
- Гімерій (315—386) — грецький ритор і вчитель риторики, софіст.
- Муаззез Ілміє Чіг (* 1914) — турецький археолог і ассиролог.
- Меркан Деде (* 1966) — турецький музикант, DJ та продюсер.
- Жан Жансем (1920—2013) — французький художник вірменського походження.
- Філібелі Ахмад Хільмі — османський політик і письменник.

## Міста-побратими
Дармштадт, Німеччина
 Денізлі, Туреччина
 Карс, Туреччина
 Оулу, Фінляндія
 Софія, Болгарія
 Кульмбах, Німеччина
 Плевен, Болгарія
 Пловдив, Болгарія
 Тирана, Албанія
 Кошиці, Словаччина
 Аньшань, Китай
 Битола, Північна Македонія
 Кизилорда, Казахстан
 Маскара, Алжир
 Вінниця, Україна
 Ван, Туреччина
 Бахчисарай, Україна
 Усть-Каменогорськ, Казахстан
 Герцлія, Ізраїль
 Миколаїв, Україна
 Сараєво, Боснія і Герцеговина
 Сімферополь, Україна

## Галерея

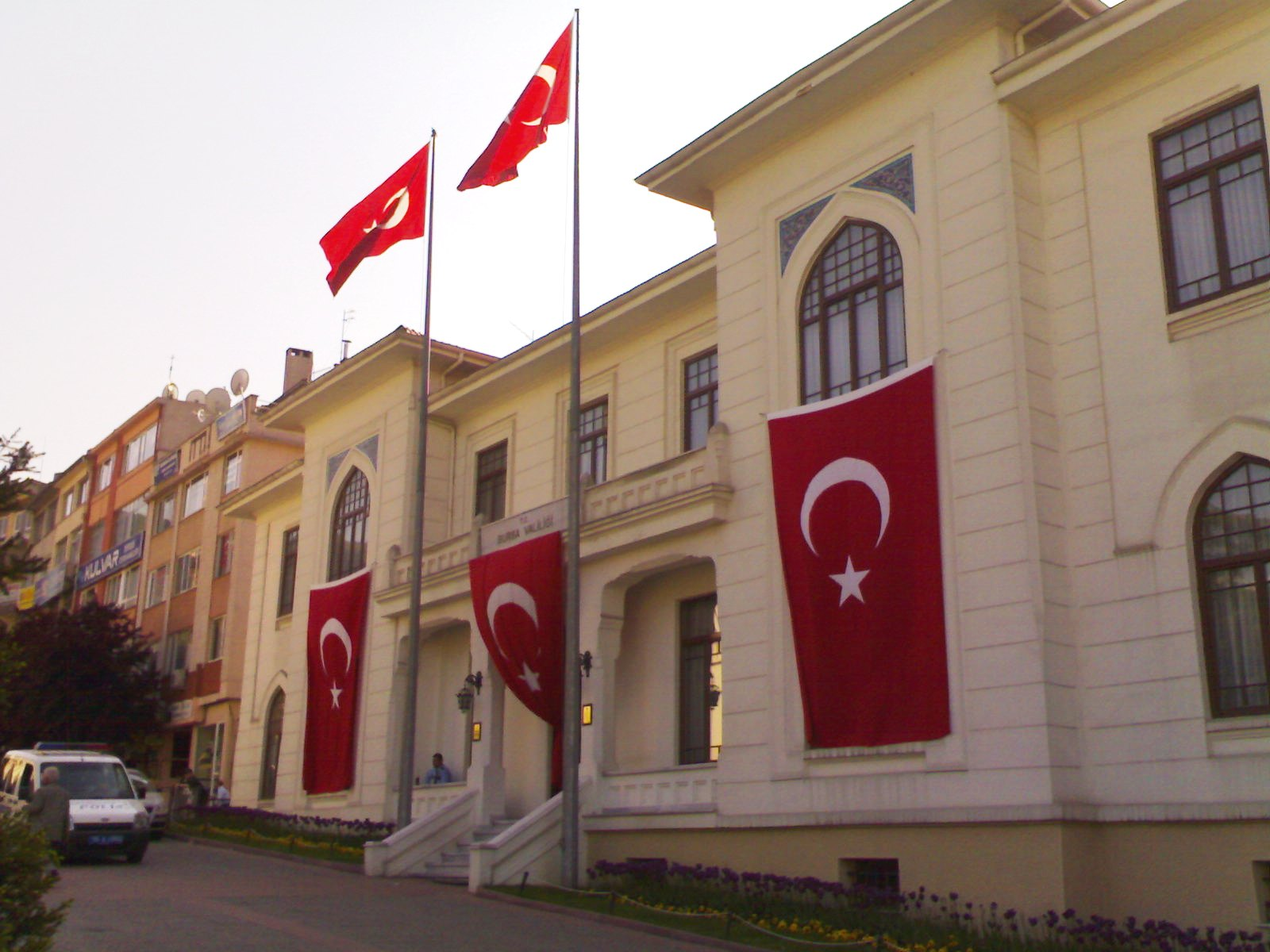
Міська рада Бурси
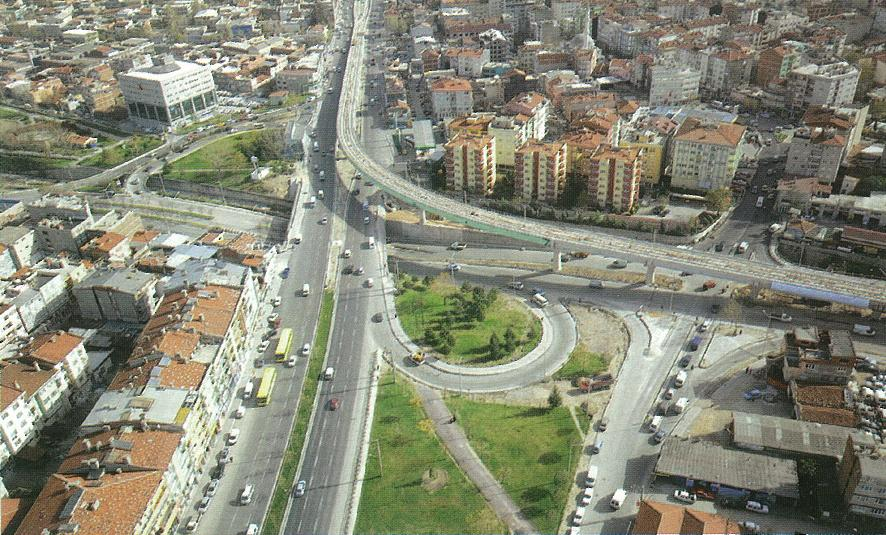
Автомагістраль Бурси
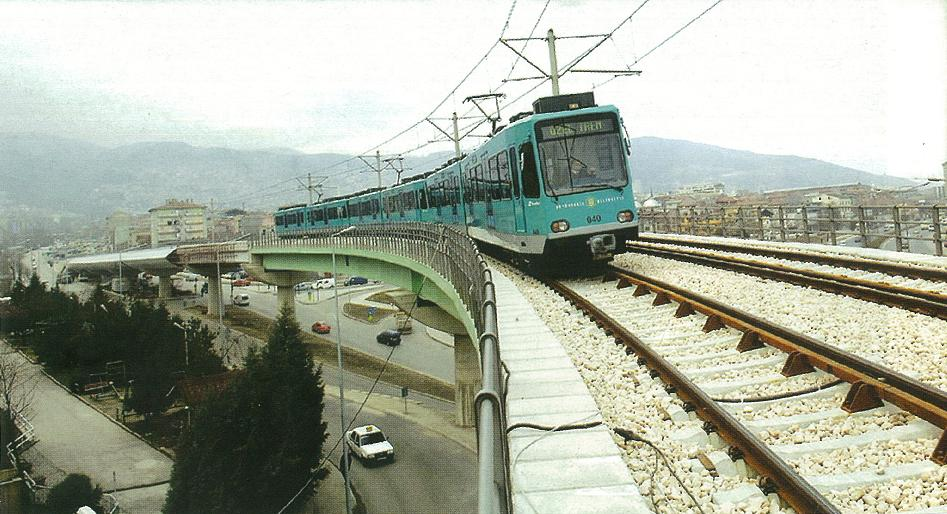
Метрополітен
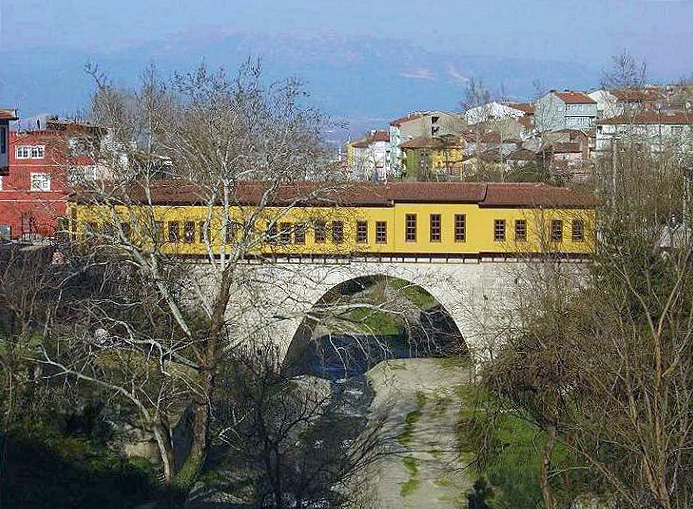
Міст
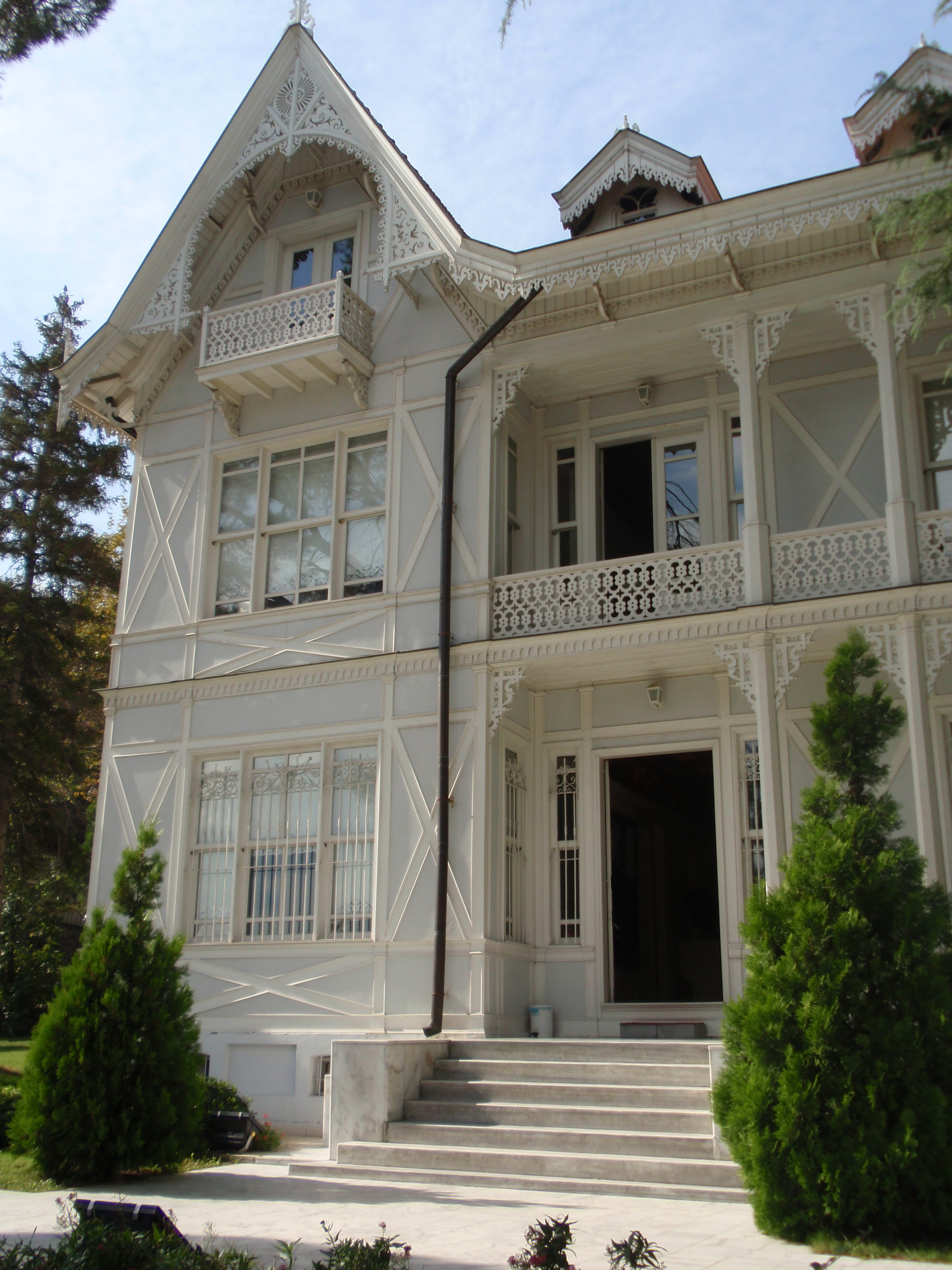
Музей Ататюрка
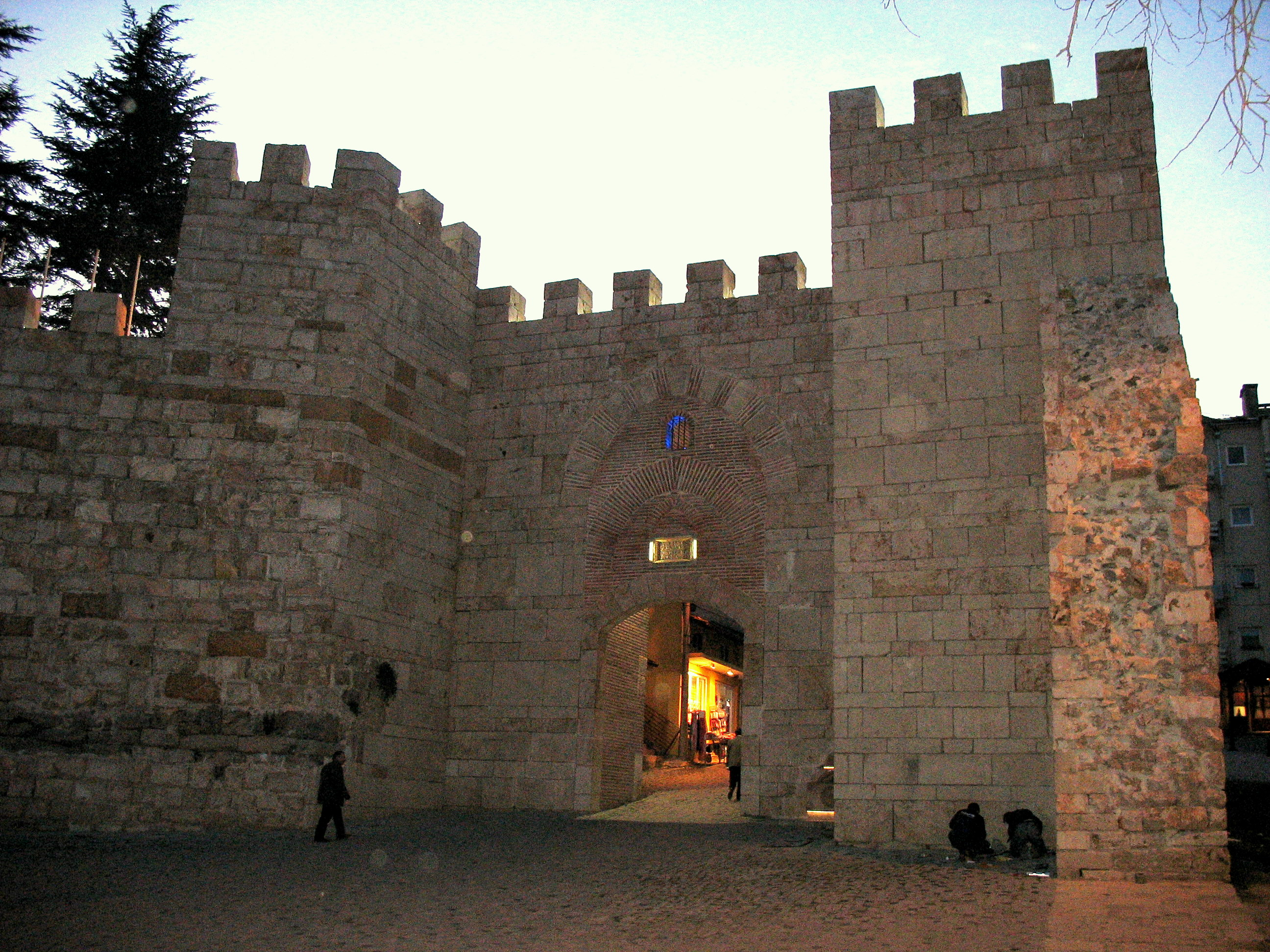
Замок
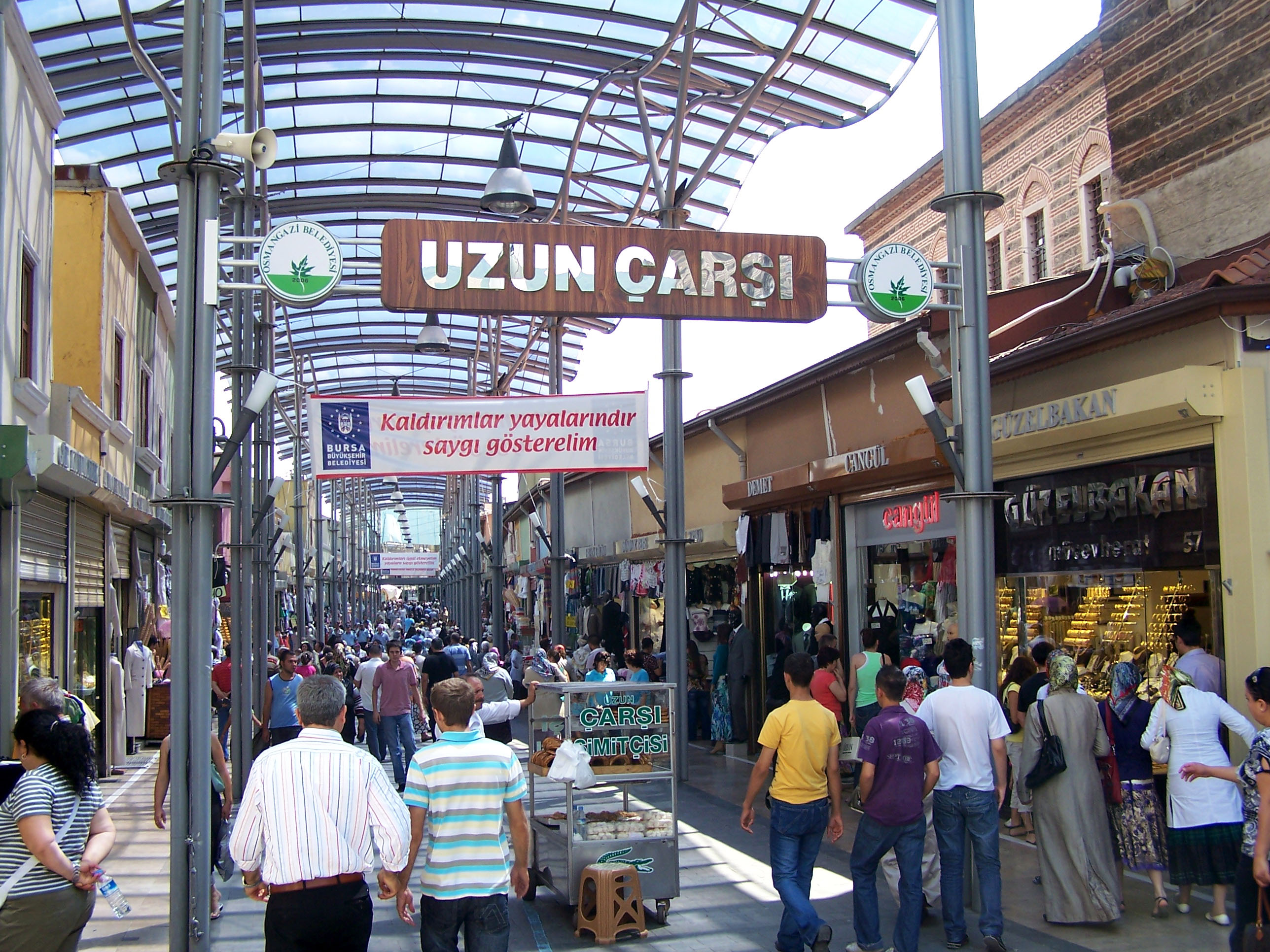
Базар
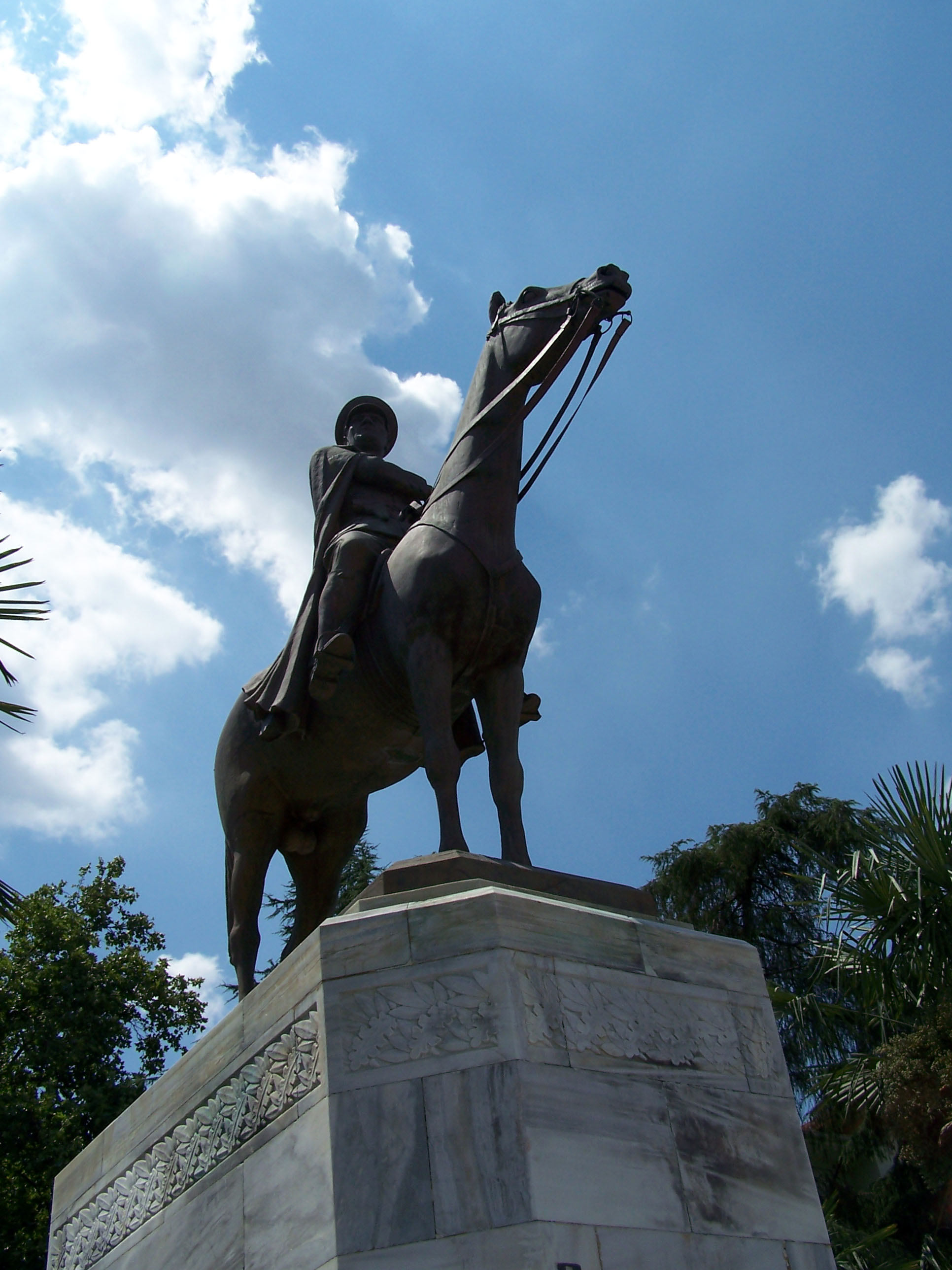
Пам'ятник Ататюрку
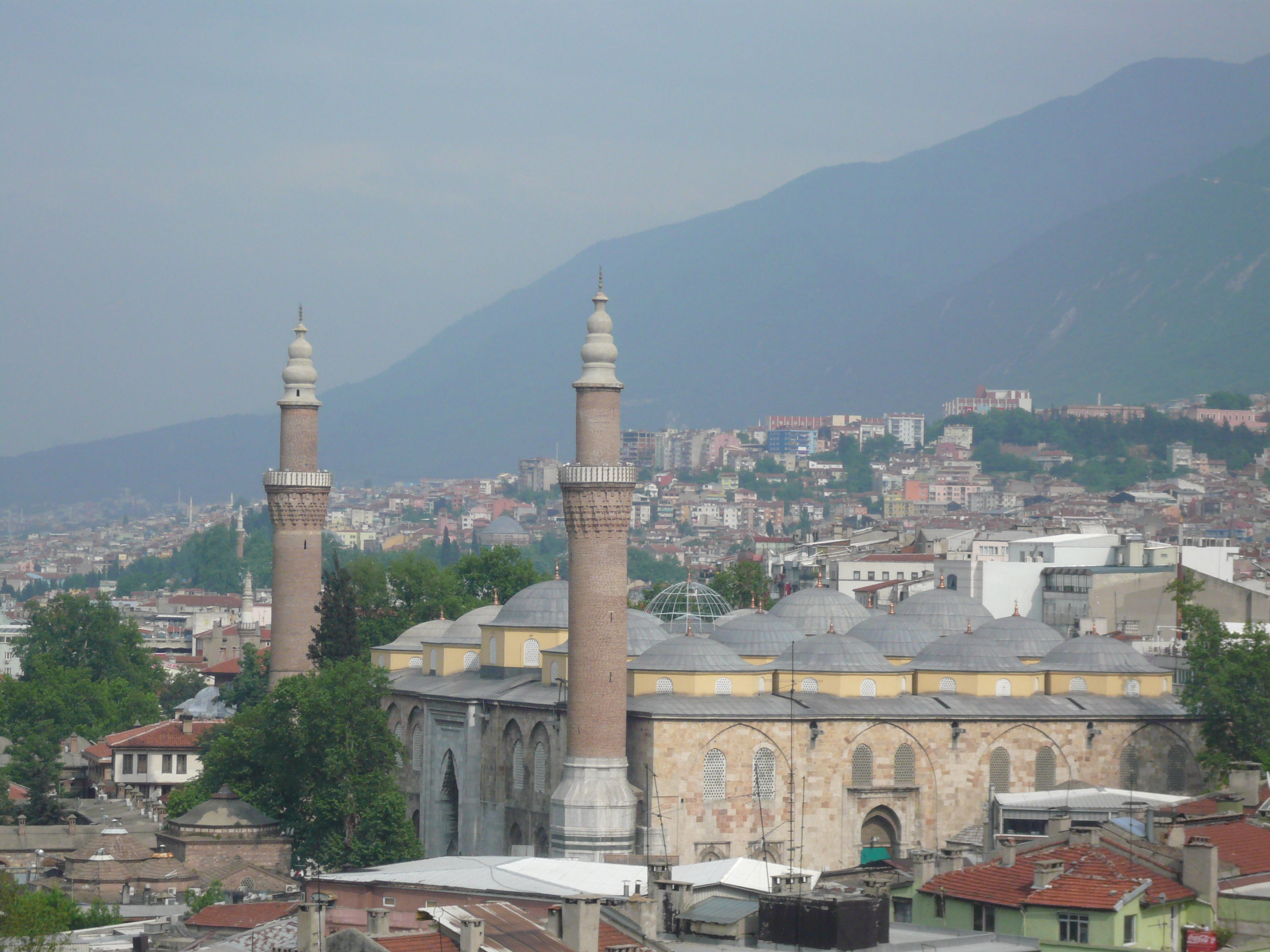
Велика мечеть Бурси